# José Milicua
José Milicua Illarramendi, né en 1921 à Oñate et décédé le 20 mai 2013 à Barcelone, est un historien de l'art et professeur espagnol, académicien honoraire de l'Académie royale des beaux-arts de San Fernando, et membre de l'Académie royale catalane des beaux-arts de Saint-Georges et de l'Institut Amatller d'art hispanique,,.

## Biographie

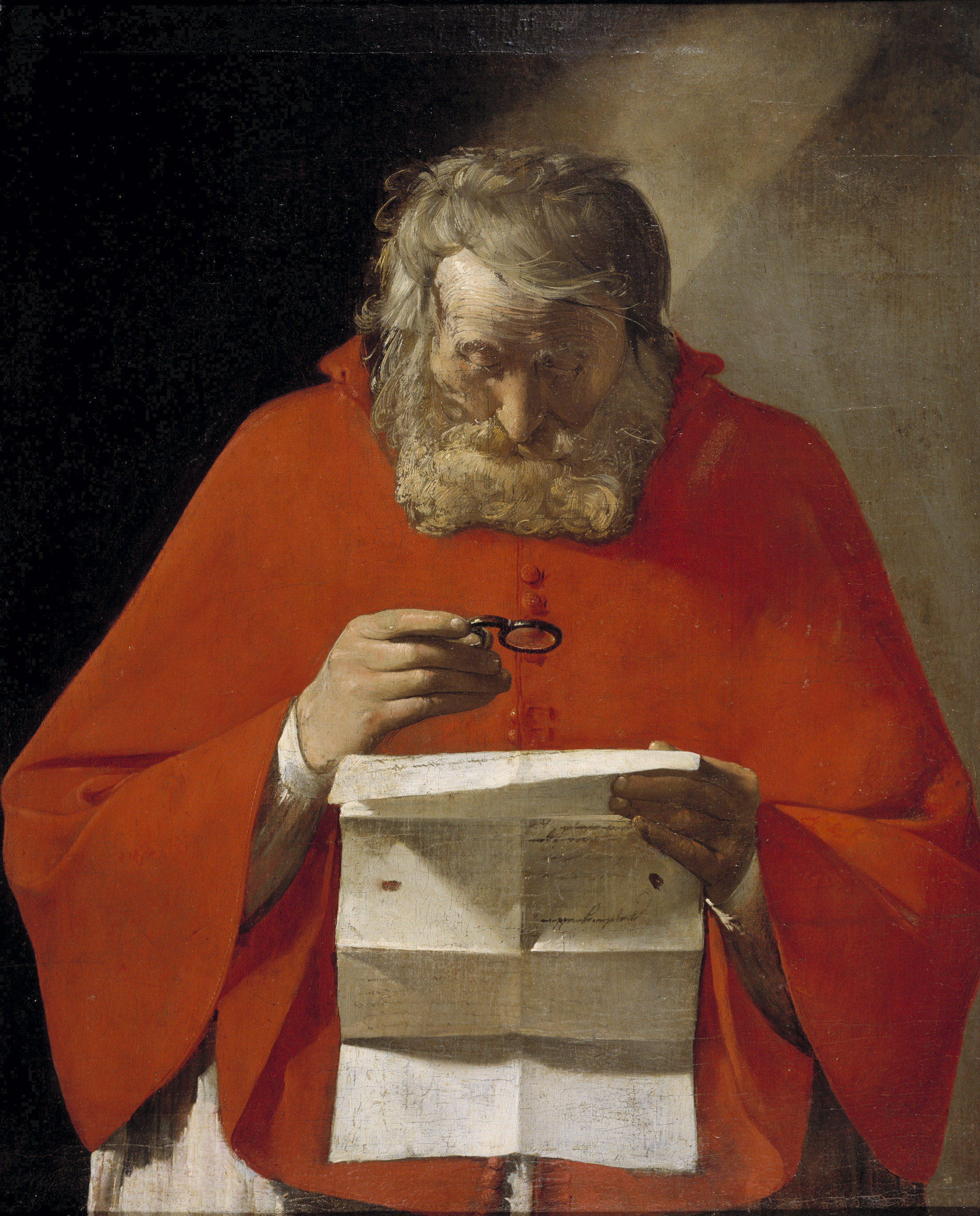
San Jerónimo leyendo una carta (« Saint Jérôme lisant une lettre »), œuvre originale de Georges de La Tour, identifiée par José Milicua.

Il a étudié pour sa licence et son doctorat à l'université de Barcelone, puis s'est rendu en Italie où, d'abord comme étudiant puis comme collaborateur, il a travaillé aux côtés de Roberto Longhi. Il a été professeur d'histoire de l'art à l'université centrale, à l'université de Barcelone (Carles Gabarró y fait partie de ses élèves) et à l'université Pompeu Fabra. Considéré comme un expert du baroque, il était l'un des meilleurs spécialistes internationaux de l'œuvre du Caravage et du courant pictural et artistique associé, le caravagisme, notamment l'œuvre de José de Ribera et l'école ténébriste de Naples. Cependant, il a maintenu un intérêt très singulier pour l'art contemporain sous toutes ses formes artistiques, du néo-plasticisme à l'école du Bauhaus, en passant par toutes les manifestations artistiques de l'expressionnisme, et ses contributions à la connaissance et à l'appréciation de l'art du XXe siècle ont été fondamentales. Sa relation privilégiée avec le musée du Prado, où il a récupéré et identifié des œuvres remarquables, la dernière étant un San Jerónimo leyendo una carta (« Saint Jérôme lisant une lettre ») de Georges de La Tour, a également été étendue aux musées les plus prestigieux du monde. Le 27 mai 2008, dans le cadre d'une cérémonie en hommage à Milicua pour sa carrière professionnelle, il a reçu le prix de la Fundación Amigos del Museo del Prado.
Il est cofondateur de la Fundación de Apoyo a la Historia del Arte Hispánico, à Madrid, et membre honoraire de l'Asociación Catalana de Críticos del Arte.

## Œuvres
- 1954 : Palencia monumental
- 1957 : A propósito del pequeño crucifijo ticianesco del Escorial
- 1958 : Observatorio de ángeles
- 1981 : La Construcción por Francisco de Goya
- 1991 : Diez estudios sobre pintura
- 1996-1997 : El Greco y su revalorización del Modernismo Catalán
- 2002 : Goya la imagen de la mujer

Il a édité sous sa direction l'ouvrage :
- 1988-1999 : Historia Universal del Arte (10 volumes)